# 六甲オリエンタルホテル
六甲オリエンタルホテル（ろっこうオリエンタルホテル）は、かつて兵庫県神戸市灘区に存在したホテルである。

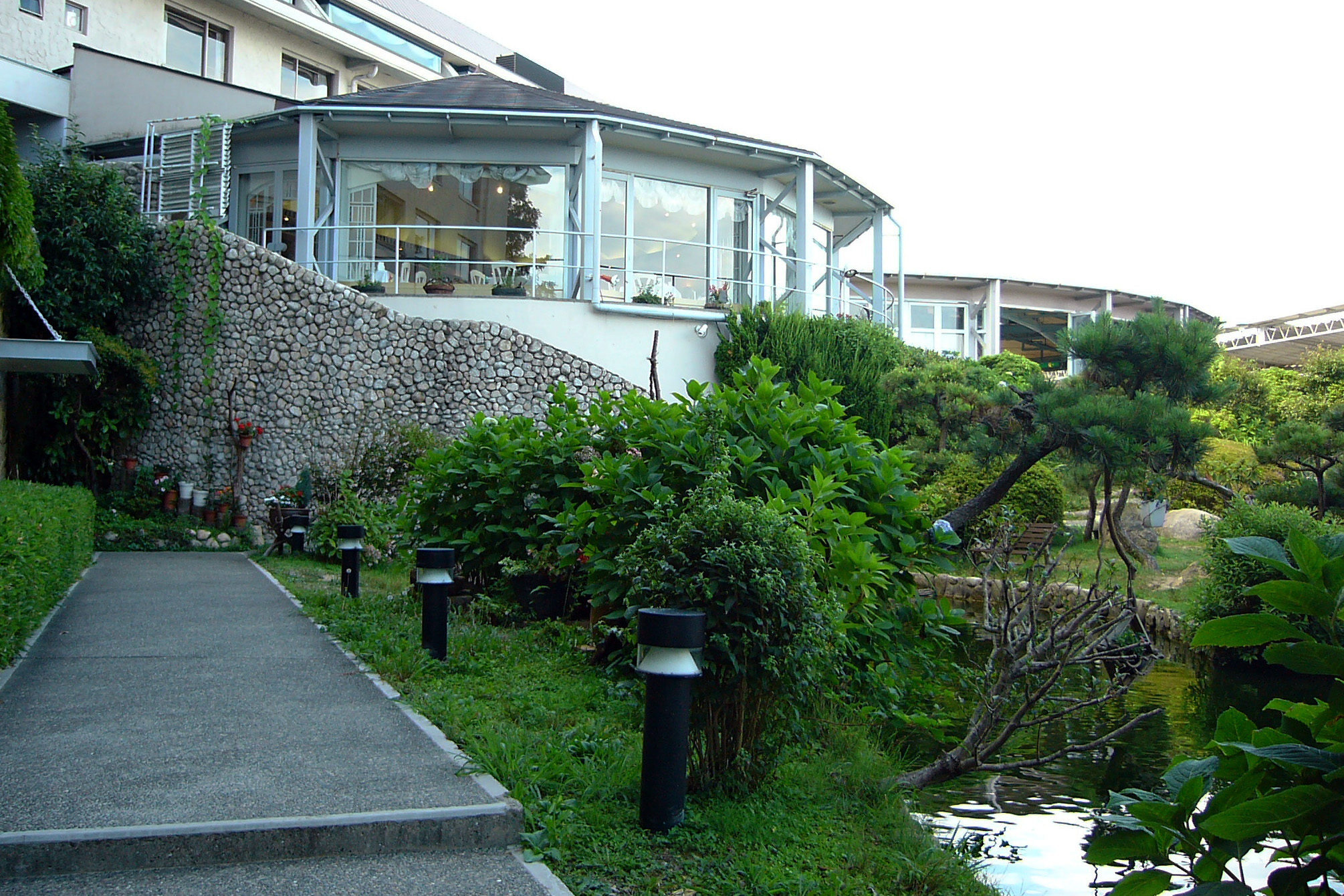
中庭、レストラン

## 概要
阪神電気鉄道が六甲山開発の一環で設置したホテルで、当時神戸旧居留地で営業していた老舗ホテル「オリエンタルホテル」に営業を委託して、1934年（昭和9年）7月10日に開業した。委託先のオリエンタルホテルは、のちにダイエーに買収されたことを機に、ダイエーグループのホテルとして全国展開したが、六甲オリエンタルホテルは開業時の経緯ゆえに、ダイエーとは関係せず開業時の体制のまま営業を続けていた。
六甲ガーデンテラス・六甲高山植物園などが近くにあり、さらに宝塚・神戸・有馬などの周辺観光地にも近く便利であった。また六甲山麓に存在し、斜面に迫り出している立地のため客室内から大阪方面から淡路島までの眺望が良く、夜には眼下に広がる美しい夜景を望むことができた。また六甲山の名勝である「天狗岩」までは徒歩で5分程度の最寄地に位置しており阪神平野を一望できた。敷地内の結婚式用の教会は、安藤忠雄設計の風の教会として知られている。
2006年（平成18年）10月1日の阪急・阪神経営統合にあわせ、阪急阪神第一ホテルグループの一員となったのち、六甲山の観光施設の見直しにより、2キロほど西にある阪急電鉄系の六甲山ホテルと競合する施設のため、2007年6月15日限りで営業を停止し、同年12月に閉鎖された。瀬戸内海国立公園の特別地域内に所在するため再開発が困難で、外資系への売却話もあったが具体化はせず、風の教会も含めて建物はそのまま残された。
2015年秋に六甲山上の観光施設を会場として開催された現代アートの祭典「六甲ミーツ・アート 芸術散歩2015」では、「旧六甲オリエンタルホテル・風の教会」として会場となり、作品が展示された（風の教会内に作品あり、ホテル本館は立入り不可）。
2017年夏に風の教会以外の取り壊しが始まり、2018年春時点ではほぼ更地になった。
2018年以降は、毎年秋に開催される「六甲ミーツ・アート」の会場として、ホテル跡地が砂利敷きのまま風の教会とともに活用されている。
2018年10月には、神戸市の不動産業者が土地を取得して再開発検討中と報じられたが、その後の動きはない。

## 施設
- 風の教会（安藤忠雄設計）

## アクセス（営業当時）
- 六甲駅（阪急神戸本線）からバスで六甲ケーブル下車、六甲山上バスで「オリエンタルホテル前」バス停下車すぐ。